# Daniel Schwenter

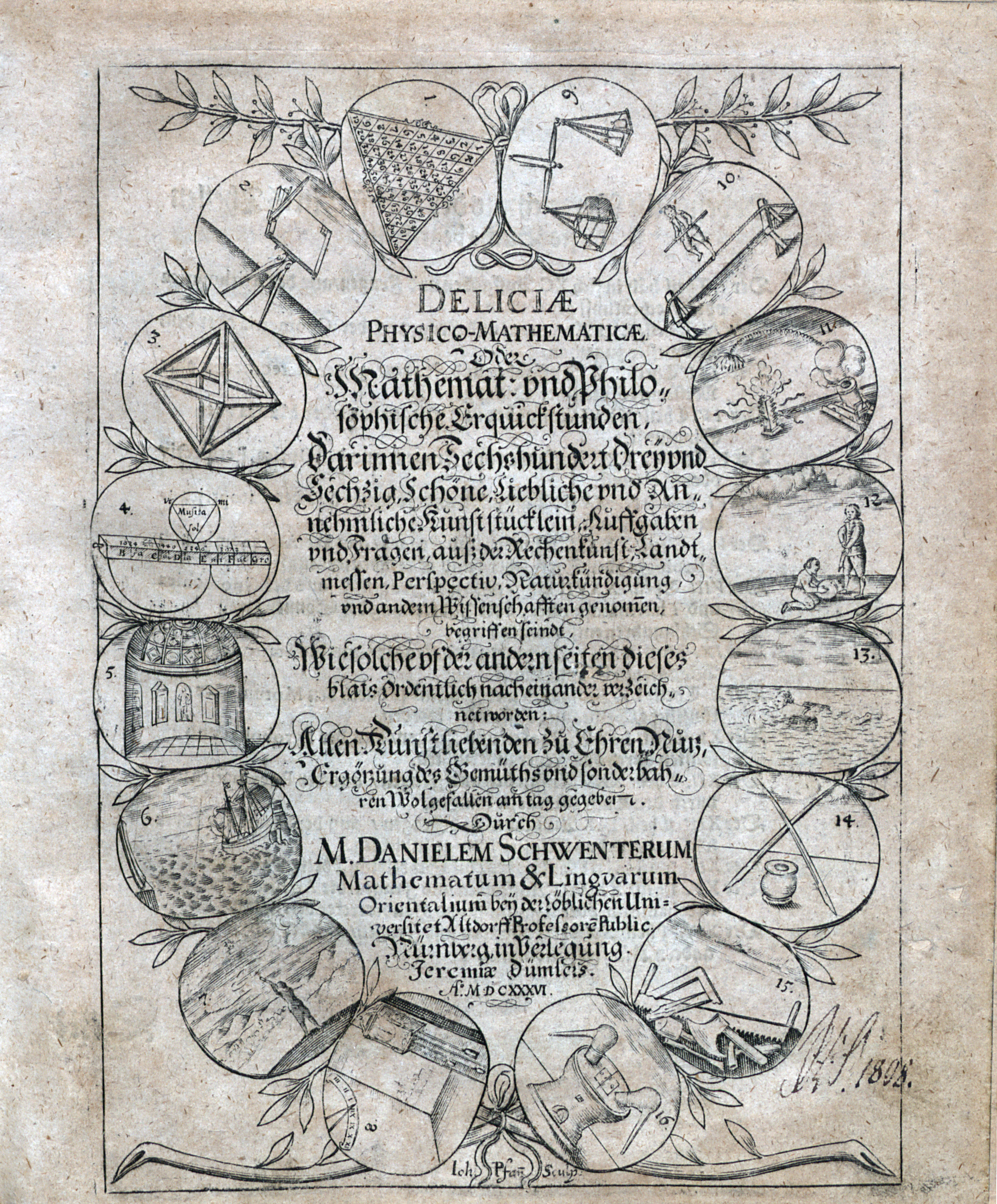
Deliciae physico-mathematicae, 1636

Daniel Schwenter o Schwender (Norimberga, 31 gennaio 1585 – 19 gennaio 1636) è stato un matematico, inventore e poeta tedesco. Era professore di lingue orientali e matematica all'università di Altdorf, nonché bibliotecario.

## Opere
- (LA) Deliciae physico-mathematicae oder Mathemat. und philosophische Erquickstunden, Nürnberg, Jeremias Dümler, 1636. URL consultato il 14 giugno 2015.